# Wesley Ngakoutou
Wesley Yohan Ngakoutou Yapéndé (Clichy, 18 agosto 2001) è un calciatore francese naturalizzato centrafricano, attaccante del GOAL in prestito dal Nîmes e della nazionale centrafricana.

## Biografia
Anche i suoi due fratelli maggiori Quentin e Yannis sono calciatori professionisti.

## Carriera

### Club
Ha iniziato a giocare a calcio nel vivaio dello Strasburgo. Dopo un lungo percorso giovanile trascorso fra Francia e Germania, nel 2022 è approdato al Nîmes ed il 2 giugno 2023 ha debuttato a livello professionistico nell'incontro di Ligue 2 vinto 3-1 contro il Sochaux. L'anno seguente è rimasto in squadra, giocando 11 partite nella terza divisione francese.
Il 20 agosto 2024 è stato ceduto in prestito per una stagione al GOAL, nella quarta divisione francese.

### Nazionale
Ha debuttato con la nazionale centrafricana il 22 marzo 2024 nell'amichevole vinta 6-0 contro il Bhutan.

## Statistiche
Statistiche aggiornate al 21 marzo 2025.

### Presenze e reti nei club
| Stagione        | Squadra         | Campionato      | Campionato | Campionato | Coppe nazionali | Coppe nazionali | Coppe nazionali | Coppe continentali | Coppe continentali | Coppe continentali | Altre coppe | Altre coppe | Altre coppe | Totale | Totale | Totale |
| Stagione        | Squadra         | Comp            | Pres       | Reti       | Comp            | Pres            | Reti            | Comp               | Pres               | Reti               | Comp        | Pres        | Reti        | Pres   | Reti   |        |
| --------------- | --------------- | --------------- | ---------- | ---------- | --------------- | --------------- | --------------- | ------------------ | ------------------ | ------------------ | ----------- | ----------- | ----------- | ------ | ------ | ------ |
| 2022-2023       | Nîmes           | L2              | 1          | 0          | CF              | 0               | 0               | -                  | -                  | -                  | -           | -           | -           | 1      | 0      |        |
| 2023-2024       | Nîmes           | N               | 11         | 0          | CF              | 3               | 0               | -                  | -                  | -                  | -           | -           | -           | 14     | 0      |        |
| 2024-2025       | GOAL            | N2              | 0          | 0          | CF              | 0               | 0               | -                  | -                  | -                  | -           | -           | -           | 0      | 0      |        |
| Totale carriera | Totale carriera | Totale carriera | 12         | 0          |                 | 3               | 0               |                    | -                  | -                  |             | -           | -           | 15     | 0      |        |

### Cronologia presenze e reti in nazionale
| Cronologia completa delle presenze e delle reti in nazionale ― Rep. Centrafricana | Cronologia completa delle presenze e delle reti in nazionale ― Rep. Centrafricana | Cronologia completa delle presenze e delle reti in nazionale ― Rep. Centrafricana | Cronologia completa delle presenze e delle reti in nazionale ― Rep. Centrafricana | Cronologia completa delle presenze e delle reti in nazionale ― Rep. Centrafricana | Cronologia completa delle presenze e delle reti in nazionale ― Rep. Centrafricana | Cronologia completa delle presenze e delle reti in nazionale ― Rep. Centrafricana | Cronologia completa delle presenze e delle reti in nazionale ― Rep. Centrafricana |
| Data                                                                              | Città                                                                             | In casa                                                                           | Risultato                                                                         | Ospiti                                                                            | Competizione                                                                      | Reti                                                                              | Note                                                                              |
| --------------------------------------------------------------------------------- | --------------------------------------------------------------------------------- | --------------------------------------------------------------------------------- | --------------------------------------------------------------------------------- | --------------------------------------------------------------------------------- | --------------------------------------------------------------------------------- | --------------------------------------------------------------------------------- | --------------------------------------------------------------------------------- |
| 22-3-2024                                                                         | Colombo                                                                           | Rep. Centrafricana                                                                | 6 – 0                                                                             | Bhutan                                                                            | Amichevole                                                                        | -                                                                                 | 68’                                                                               |
| 25-3-2024                                                                         | Colombo                                                                           | Rep. Centrafricana                                                                | 4 – 0                                                                             | Papua Nuova Guinea                                                                | Amichevole                                                                        | -                                                                                 | 46’                                                                               |
| 5-6-2024                                                                          | Oujda                                                                             | Rep. Centrafricana                                                                | 1 – 0                                                                             | Ciad                                                                              | Qual. Mondiali 2026                                                               | -                                                                                 | 60’                                                                               |
| 24-3-2025                                                                         | Casablanca                                                                        | Rep. Centrafricana                                                                | 0 – 0                                                                             | Mali                                                                              | Qual. Mondiali 2026                                                               | -                                                                                 | 76’                                                                               |
| Totale                                                                            |                                                                                   | Presenze                                                                          | 4                                                                                 |                                                                                   | Reti                                                                              | 0                                                                                 |                                                                                   |